# Wolfgang Blasig
Wolfgang Blasig (* 31. März 1954 in Moskau, Sowjetunion) ist Ingenieur und Kommunalpolitiker. Er ist Mitglied der SPD, war von 1994 bis 2009 Bürgermeister der Gemeinde Kleinmachnow und war von 2009 bis 2022 Landrat des Landkreises Potsdam-Mittelmark.

## Leben und Wirken
Wolfgang Blasig wurde im März 1954 als Kind so genannter „deutscher Spezialisten“ in der UdSSR geboren. Im Jahr 1957 kehrten seine Eltern nach zehn Jahren erzwungenen Aufenthalts nach Deutschland, in die DDR zurück. In den Jahren 1960 bis 1968 besuchte er die Polytechnische Oberschule, ehe er auf die Erweiterte Oberschule wechselte, wo er 1972 sein Abitur ablegte. Anschließend studierte Blasig bis 1977 Physik an der Technischen Universität Dresden. Nach seinem Abschluss ging er nach Teltow, wo er bis zum Jahr 1990 als Entwicklungsingenieur im VEB Elektronische Bauelemente „Carl von Ossietzky“ arbeitete. Sein Schwerpunkt lag in der Entwicklung elektronischer Bauelemente der Funk- und Fernsehtechnik.
Nach der politischen Wende 1989/90 wurde Blasig am 30. Mai 1990 in der Gemeindevertretung Kleinmachnows zum stellvertretenden Bürgermeister und zum Dezernenten der Hauptverwaltung gewählt. Am 18. März 1993 erfolgte die Ernennung zum 1. Beigeordneten. Sein Schwerpunkt war Personal, Wirtschaftsförderung, Finanzen. Am 19. Dezember 1993 erfolgte die Wahl zum Bürgermeister Kleinmachnows, zu dem er am 20. Januar 1994 ernannt wurde. Wiedergewählt wurde Wolfgang Blasig am 11. November 2001 und am 20. Januar 2002 ernannt. Am 16. Februar 2009 wechselte er nach fünfzehn Jahren als Bürgermeister Kleinmachnows in die Kreisstadt Belzig, nachdem er am 4. Dezember 2008 für acht Jahre zum neuen Landrat des Landkreises Potsdam-Mittelmark gewählt worden war. Seine Wiederwahl in dieses Amt erreichte er mit 70,4 % in der Stichwahl am 9. Oktober 2016, nachdem er schon im ersten Wahlgang am 25. September 2016 mit 45,6 % die meisten Stimmen unter fünf Bewerbern erhalten hatte.
Landrat Blasig hat um seine Versetzung in den Ruhestand zum 31. März 2022 gebeten.
Marko Köhler (SPD) wurde in der Landratsstichwahl am 20. Februar 2022 mit 66,4 % der gültigen Stimmen zu seinem Nachfolger gewählt.
Wolfgang Blasig ist verheiratet, hat drei Kinder und drei Enkelkinder und ist evangelisch.